# 梦响强音
梦响强音，全称上海梦响强音文化传播有限公司是星空传媒旗下以演艺经纪为主的中国内地知名经纪公司，因2012年中国好声音而名扬国内，2012年底在上海注册成立，旗下签约中国好声音历届比赛热门人气学员。公司主要以电视、电影节目品牌管理开发、艺人经纪、互联网衍生产业为主。 

## 公司历史
- 2012年成立至今，签约《中国好声音》人气学员将近100人，并为学员在全国举行百城百场巡回演唱会，备受媒体、粉丝和业内关注和瞩目，成为继天娱传媒之后中国内地第二大造星工厂[4]。

2015年11月26日晚间公告浙富控股向上海民星文化传媒合伙企业（有限合伙）出售公司持有的梦响强音文化传播（上海）有限公司剩余20%股权，转让总价款为4.58亿元。转让完成后，浙富控股不再持有梦响强音的股权。

## 旗下藝人
| 男歌手                 | 男歌手               | 男歌手                |
| ---------------------- | -------------------- | --------------------- |
| 李代沫 （2012-2014）   | 张玮 （2012-）       | 金志文 （2012-）      |
| 黄一 （2012-）         | 张赫宣 （2012-）     | 黄鹤 （2012-）        |
| 邹宏宇 （2012-）       | 梁君诺 （2012-）     | 侯磊 （2012-）        |
| 王克 （2012-）         | 张恒远 （2013-2023） | 李琦 （2013-2022） 1a |
| 塔斯肯 （2013-）       | 单冲峰 （2013-）     | 余俊逸 （2013-）      |
| 朱克 （2013-）         | 赵晗 （2013-）       | 刘籽辰 （2013-）      |
| 梁栋江 （2014-）       | 耿斯汉 （2014-?）    | 张卓含威 （2014-）    |
| 郑俊树 （2014-）       | 周深 （2014-2020）1a | 李维 （2014-）        |
| 魏然 （2014-）         | 余枫 （2014-）       | 帕尔哈提 （2014-）    |
| 夏恒 （2014-）         | 赵柯 （2014-）       | 徐剑秋 （2014-）      |
| 女歌手                 |                      |                       |
| 吴莫愁 （2012-2021）1a | 赵露 （2012-）       | 丁丁 （2012-）        |
| 金池 （2012-）         | 刘大山 （2012-）     | 刘悦 （2012-）        |
| 郑虹 （2012-）         | 萱萱 （2013-）       | 孟楠 （2013-）        |
| 毕夏 （2013-）         | 王拓 （2013-）       | 刘雅婷 （2013-）      |
| 张欣奕 （2013-）       | 周诗颖 （2013-）     | 张碧晨 （2014-2020）  |
| 李嘉格 （2014-）       | 莫海婧 （2014-）     | 陈冰 （2014-）        |
| 李文琦 （2014-）       | 刘双双 （2014-）     | 李琪 （2014-）        |
| 秦宇子 （2014-）       | 王凯琪 （2014-)      | 陈永馨 （2014-）      |
| 希林娜依高 (2018-)     | 黃霄雲               | 潘虹                  |
| 組合&樂團              |                      |                       |
| 蘑菇兄弟 （2013-）     |                      |                       |

1a合约期满

## 影视制作
- 2012年-2014年 浙江卫视电视节目《中国好声音》《中国好舞蹈》
- 2013年 中央电视台电视节目《中国好歌曲》
- 2013年 电影《中国好声音之为你转身》
- 2014年 音乐剧《我的青春高八度》